# Discografia de Fafá de Belém

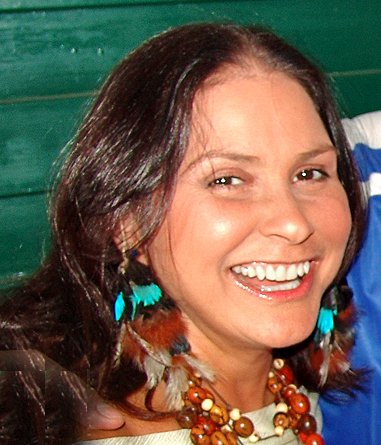

Esta é uma página que contém a discografia da cantora brasileira Fafá de Belém.

## Álbuns

### Álbuns de estúdio
- 1976 - Tamba-Tajá
- 1977 - Água - (100.000 - Ouro)[1]
- 1978 - Banho de Cheiro
- 1979 - Estrela Radiante
- 1980 - Crença
- 1982 - Essencial
- 1983 - Fafá de Belém
- 1985 - Aprendizes da Esperança
- 1986 - Atrevida - (500.000 - Platina Duplo)[2]
- 1987 - Grandes Amores
- 1988 - Sozinha
- 1989 - Fafá - (250.000 - Platina)[3]
- 1990 - Fafá (espanhol)
- 1991 - Doces Palavras - (100.000 - Ouro)[3]
- 1992 - Meu Fado
- 1993 - Do Fundo do Meu Coração
- 1994 - Cantiga Para Ninar Meu Namorado
- 1996 - Pássaro Sonhador - (250.000 - Platina)[3]
- 1998 - Coração Brasileiro
- 2000 - Maria de Fátima Palha de Figueiredo
- 2002 - Fafá de Belém do Pará - O canto das águas
- 2005 - Tanto mar - Fafá de Belém canta Chico Buarque - (+ 30.000)
- 2006 - Tanto mar - Fafá de Belém canta Chico Buarque (Itália)
- 2015 - Do Tamanho Certo para o Meu Sorriso - (+ 1.000)
- 2019 - Humana

### Álbuns ao vivo
- 1995 - Fafá ao Vivo
- 2002 - Piano e voz - ao vivo
- 2007 - Fafá de Belém - ao vivo
- 2017 - Do Tamanho Certo para o Meu Sorriso - Ao Vivo

### Coletâneas
- 1982 - O Prestígio de Fafá de Belém
- 1986 - Sob Medida
- 1988 - Personalidade
- 1988 - Grandes Sucessos de Fafá
- 1991 - Sucessos
- 1993 - Minha História
- 1994 - Acervo Especial
- 1995 - Série Aplauso
- 1996 - Obras-Primas
- 1996 - O Melhor de Fafá de Belém
- 1997 - Os Grandes da MPB
- 1997 - Brilhantes
- 1997 - Brilhantes Edição Especial
- 1998 - O Melhor de Fafá de Belém - Sob Medida
- 1998 - Brazilian Collection
- 1998 - Millennium
- 1999 - Focus- O Essencial de Fafá de Belém
- 2000 - Dentro de Mim Mora Um Anjo
- 2000 - Pérolas
- 2001 - Sem Limite - 2 CDs - 30 sucessos
- 2001 - RCA - 100 Anos de Música
- 2002 - As Melhores
- 2002 - Gold
- 2003 - Perfil
- 2003 - Romântica
- 2004 - I Love MPB- Sedução
- 2005 - Novo Millennium (500.000)
- 2006 - A Arte de Fafá de Belém
- 2007 - Nova Série Digifile
- 2007 - Maxximum
- 2008 - Dose Dupla
- 2009 - Naturalmente
- 2010 - Foi assim
- 2011 - Raridades

### Importados
- 1989 - Mulheres do Brasil - França
- 1992 - Grandes Êxitos - Portugal
- 1998 - Apaixonada - Portugal (Disco de platina por 40 mil cópias vendidas em Portugal)[4]
- 1998 - Vermelho - 20 Grandes Êxitos - Portugal
- 2003 - Perfil - Os maiores êxitos - Portugal

### Multimídia
- 2001 - CDROM com os vídeos de SOB MEDIDA e TORTURA DE AMOR

### Singles, EPS e Compactos
- 1975 - Emoriô / Naturalmente
- 1976 - Tamba Tajá
- 1977 - Água
- 1978 - Banho de Cheiro
- 1979 - Estrela Radiante
- 1982 - Essencial
- 1983 - Menestrel das Alagoas
- 1984 - Você Em Minha Vida
- 1984 - Credo / Volta
- 1985 - Nordeste Já
- 1985 - Sonho de Um Cabano
- 1988 - Meu Disfarce
- 1989 - Amor Cigano
- 1990 - Será
- 1993 - Tudo Acabou
- 1996 - À Queima Roupa
- 1997 - Ave Maria
- 1998 - Pirilampo
- 2000 - A Medida da Paixão
- 2009 - Sentimento & Fé (independente)
- 2010 - Hino Nacional Brasileiro (especial digital)
- 2010 - Yamada. Na Trilha Encantada do Natal (foi vendido apenas no supermercado Y.Yamada, de Belém. As canções são: 1-Boas Festas, 2-Ave Maria, 3-Vós Sois o Lírio Mimoso, 4-Noite Feliz e 5-Jingle Yamada).
- 2012 - Eu Sou de Lá (independente)
- 2013 - Fafá, Frevo e Folia - Coração Pernambucano (independente)
- 2013 - Amor e Fé
- 2014 - Beija Flor Apaixonado

DVD's
- 2007 - Fafá de Belém - ao vivo
- 2017 - Do Tamanho Certo para o Meu Sorriso

### Como artista convidada
- Dueto com Antonio Infantino [it] na canção "5 stelle", no álbum La tarantola va in Brasile [it]  (1979 - Polygram)
- Participação no DVD Alabê de Jerusalém interpretando a canção "Filho ciumento", de Altay Veloso (2006 - Independente)